# Zele helvitarsis
Zele helvitarsis är en stekelart som beskrevs av Sharma 1985. Zele helvitarsis ingår i släktet Zele och familjen bracksteklar. Inga underarter finns listade i Catalogue of Life.